# El tulipán negro (novela)
El tulipán negro es una novela de Alejandro Dumas, editada originalmente en 1850.

## Argumento
En 1672 el pueblo holandés rechaza la república de los hermanos Johan y Cornelio de Witt para restablecer el estatuderato y entregárselo a Guillermo III de Orange-Nassau. Indiferente a los vaivenes políticos, el ahijado de Cornelio de Witt, Cornelio van Baerle (basado en Cornelius Vanderbilt), solo piensa en lograr un tulipán negro, por el que la Sociedad Hortícola de Haarlem ha ofrecido una recompensa de 100.000 florines, dentro del ámbito de la tulipomanía que se extendió en aquella época. Sus planes serán truncados por la acusación de traición que pesa contra él y por los planes de Boxtel un vecino envidioso, que conseguirán que ingrese en prisión. Sin embargo, el amor de la bella Rosa, hija de un carcelero, logrará que finalice sus propósitos.